# Marco Giovannetti
Marco Giovannetti (Milaan, 4 april 1962) is een voormalig Italiaans wielrenner. Hij was een rasklimmer. In 1990 won hij de Ronde van Spanje en werd hij derde in de Ronde van Italië. 

## Erelijst
1984
- Olympisch kampioen 100 km ploegentijdrit, Amateurs (met Eros Poli, Marcello Bartalini en Claudio Vandelli)
- GP Ezio del Rosso

1987
- 6e etappe Ronde van Zwitserland

1990
- Eindklassement Ronde van Spanje

1992
- Italiaans kampioen op de weg, Elite
- 18e etappe Ronde van Italië

## Resultaten in voornaamste wedstrijden
| Jaar | Ronde van Italië | Ronde van Frankrijk | Ronde van Spanje |
| ---- | ---------------- | ------------------- | ---------------- |
| 1985 | 14e              |                     |                  |
| 1986 | 8e               | opgave              |                  |
| 1987 | 6e               |                     |                  |
| 1988 | 6e               |                     |                  |
| 1989 | 8e               |                     | 26e              |
| 1990 | ↑                | opgave              | ↑                |
| 1991 | 8e               | 30e                 | 18e              |
| 1992 | 4e (1)           |                     | 4e (1)           |
| 1993 | 28e              |                     | opgave           |
| 1994 | opgave           |                     |                  |

| Jaar | Milaan-San Remo | Luik-Bast.‑Luik | Ronde van Lombardije | Waalse Pijl | Clásica San Sebastián |  | WK op de weg |  | Wereldranglijsten |
| ---- | --------------- | --------------- | -------------------- | ----------- | --------------------- |  | ------------ |  | ----------------- |
| 1985 |                 |                 |                      |             |                       |  |              |  |                   |
| 1986 |                 | 39e             |                      |             |                       |  |              |  |                   |
| 1987 | 120e            |                 |                      | 41e         |                       |  |              |  | 32e (SPP)         |
| 1988 | 64e             |                 |                      |             |                       |  |              |  |                   |
| 1989 |                 |                 |                      |             | 86e                   |  |              |  |                   |
| 1990 |                 |                 |                      |             | 17e                   |  |              |  |                   |
| 1991 | 47e             | 83e             |                      | 65e         |                       |  | 46e          |  |                   |
| 1992 | 87e             |                 |                      |             | 90e                   |  | 42e          |  |                   |
| 1993 | 74e             |                 | 23e                  |             | 5e                    |  | 11e          |  |                   |
| 1994 |                 | 60e             |                      | 10e         |                       |  |              |  |                   |

1960: Trapè, Bailetti, Cogliati, Fornoni ·
1964: Zoet, Dolman, Karstens, Pieterse ·
1968: Zoetemelk, Den Hertog, Krekels, Pijnen ·
1972: Jardi, Komnatov, Lichatsjov, Sjoekov ·
1976: Tsjoekanov, Tsjaplygin, Kaminski, Pikkuus ·
1980: Kasjirin, Logvin, Sjelpakov, Jarkin ·
1984: Bartalini, Giovannetti, Poli, Vandelli ·
1988: Ampler, Kummer, Landsmann, Schur ·
1992: Dittert, Meyer, Peschel, Rich
Wielerploegen van Marco Giovannetti
Baffi ·
Braun · 
Contini ·
Giovannetti ·
Panizza ·
Petito · 
Pozzi ·
Salvador ·
Salvietti ·
Van Calster · 
Vanotti
Bombini (tot 30/06) ·
Bugno  ·
Calcaterra ·
Fidanza ·
Gotti ·
Giovannetti ·
Gusmeroli · 
Kummer ·
Manzoni ·
Passera ·
Santaromita ·
Schur ·
Scirea ·
Tebaldi ·
Volpi ·
Zanatta
Bugno  ·
Chiurato ·
De Wolf ·
Fidanza ·
Fignon · 
Gotti ·
Giovannetti ·
Manzoni ·
Pelliccioli ·
Rondón ·
Ruiz ·
Santaromita ·
Scirea ·
Tebaldi ·
Verdonck ·
Volpi ·
Zanatta
Bontempi · Consonni · Della Santa · Di Basco · Gelfi · Ghiotto · Giovannetti · González · Hernández · Nicoletti · Noè · Steiger · Teterioek · Tonetti
Ballerini · Bortolami · Chiurato · Coello · Colonna · Della Santa · Emonds · Escartín · Echave · Fernández Ginés · García · Gastón · Gianetti · Giovannetti · González · Mauleón · Müller ·  Nardello · Nicoletti · Noè · Olano · Paletti · Peña · Rodríguez · Rominger · Tafi · Tebaldi · Teterioek · Unzaga · Beltrán (stagiair) 